# Walter Borchers
Walter Borchers (geboren 25. September 1906 in Osnabrück; gestorben am 16. Januar 1980 in Bad Salzuflen) war ein deutscher Kunsthistoriker, Volkskundler und Museumsleiter.

## Leben und Werk
Borchers wurde in Osnabrück geboren. 1912 zog die Familie nach Stettin; die Eltern trennten sich im folgenden Jahr. Borchers blieb mit seinen Geschwistern bei der Mutter. Am Stadtgymnasium legte er 1924 die Reifeprüfung ab. Nach einem halbjährigen Volontariat in der Stettiner Stadtbibliothek studierte er mit Stipendien Germanistik,
Volkskunde, Kunstgeschichte und Vorgeschichte in Greifswald und Wien, daneben unterrichtete er als Hauslehrer. Mit der Dissertation Volkskunst im Weizacker (der Region um Pyritz) wurde er 1930 an der Universität Greifswald promoviert, Betreuer war Lutz Mackensen.
Ab 1930 wirkte er am Pommerschen Landesmuseum in Stettin, zunächst als Volontär, ab 1936 als Assistent und ab 1938 als Kustos. 1938 wurde er verbeamtet. Zuvor hatte er sich vor der Provinzialverwaltung wegen seiner Ehelosigkeit rechtfertigen müssen. Seine Homosexualität war inoffiziell bekannt, doch wollte man Borchers, der fachlich und persönlich gut angesehen war, keine Steine in die berufliche Laufbahn legen. Er baute die volkskundliche Abteilung des Landesmuseums auf und betreute Heimatmuseen in der Umgebung.
Im Januar 1940 wurde Borchers zum Kriegsdienst eingezogen. Ab August 1942 war er in Paris beim Einsatzstab Reichsleiter Rosenberg (ERR) tätig, der NSDAP-Rauborganisation von Kulturgütern aus den während des Zweiten Weltkriegs besetzten Ländern. Ab etwa Mitte 1944 gehörte er zum Sonderstab Bildende Kunst unter der Leitung von Bruno Lohse. Borchers bestimmte und inventarisierte beschlagnahmte Kulturgüter, wahrscheinlich auch aus der Möbel-Aktion. Während des Rückzugs aus Frankreich erlitt er durch einen Tieffliegerangriff eine Verletzung an der Wirbelsäule, die ihn dauerhaft beeinträchtigte, ihm aber eine Kriegsgefangenschaft ersparte. Er verbrachte einige Zeit in Lazaretten in Süddeutschland; nach Stettin kehrte er nicht mehr zurück.
Nach dem Ende des Zweiten Weltkriegs ließ sich Borchers in Osnabrück nieder, wo Verwandtschaft lebte. Einem Entnazifizierungsverfahren wurde er nicht unterzogen, gleichwohl hatte er bis Anfang der 1960er Jahre mehrfach als Zeuge im Zusammenhang mit Raubkunstaktivitäten auszusagen.
Im November 1946 übernahm er die Leitung des Kulturgeschichtlichen Museums Osnabrück. Dessen offizieller Leiter Hermann Poppe-Marquard war noch in Kriegsgefangenschaft, das Museum hatte in seiner Abwesenheit seit 1939 der
Museumsvereinsvorsitzende Philipp Reinecke ehrenamtlich geführt. Obwohl Borchers erst zum 1. Januar 1947 offiziell bestallt wurde, beteiligte er sich bereits seit November 1946 an der Sicherung der Sammlungsbestände und des beschädigten Museumsgebäudes.
Er nahm den Wiederaufbau der nahezu völlig zerstörten wissenschaftlichen Bibliothek in Angriff, die 1960 wieder 6000 Bände umfasste. In der Erkenntnis der Bedeutung fotografischer Dokumentation baute er die Fotothek auf. Borchers besorgte die Professionalisierung handwerklicher Mitarbeiter in Kunstgeschichte und Stilkunde und trug mit seinen Vorträgen bei H. Th. Wenner (Buchhandlung, Antiquariat und Verlag) zu Themen der Kunst in den ersten Nachkriegsjahren zur Wiederaufnahme kulturellen Lebens in der Stadt bei.
Mit der Abteilung für Sakralkunst und dem Renaissanceraum wurde das Museum am 12. September 1948 wiedereröffnet, weitere Abteilungen folgten. Im Juli 1955 wurde das Museum für eine Generalrenovierung geschlossen und ein Jahr später mit der Ausstellung Künstlerisches Schaffen – industrielles Gestalten wieder für das Publikum geöffnet. Die Ausstellung bedeutete die Hinwendung zur Moderne und bot den Künstlern aus dem Umfeld der Bramscher Tapetenfabrik Gebr. Rasch ein Forum. Zu den Besuchern gehörte der Bundespräsident Theodor Heuss.
In seiner Amtszeit wurde die naturkundliche Sammlung in die Villa Schlikker verlagert, die im Juli 1963 als Naturkundemuseum eröffnet wurde. Die Auslagerung bedingte eine Neugestaltung des Kulturgeschichtlichen Museums. Gewachsener finanzieller Spielraum ermöglichte Borchers 1964 den Ankauf von Werken Dürers, Cranachs, Rembrandts und Goyas für das Graphische Kabinett. Der moderne Bestand wurde um Arbeiten von Slevogt, Liebermann, Grosz und weiteren Künstlern erweitert.
Wie zu seiner Zeit in Stettin wirkte Borchers in Osnabrück über die Stadtgrenzen hinaus. So war er an der Gestaltung des Museums in Bentheim beteiligt, ebenso an der Einrichtung des Heimatmuseums in Melle, auch die Sammlung des Bersenbrücker Heimatmuseums gestaltete er neu. 1969 beauftragte der Emsländische Heimatverein Borchers, das Heimatmuseum Emsland im Jagdschloss Clemenswerth und fünf seiner Pavillons in Sögel einzurichten.
Als Borchers 1970 in den Ruhestand ging, trat der Kunsthistoriker Manfred Meinz (1931–2007) die Nachfolge an. Borchers starb 1980. Josef Balzer würdigte im Westfalenspiegel die Verdienste Borchers’ um das Museumswesen in Osnabrück. Auf seine Tätigkeit für den ERR und den
Sonderstab Bildende Kunst ging er nicht ein.

## Auszeichnung
1973 erhielt Borchers „für seine Verdienste auf kulturellem Gebiet“ das Bundesverdienstkreuz 1. Klasse.

## Veröffentlichungen (Auswahl)
- Volkskunst im Weizacker. Ein Beitrag zur volkskundlichen Struktur Mittelpommerns. Eichblatt, Leipzig 1932 (zugl. Dissertation).
- Der Camminer Domschatz. Saunier, Stettin 1933.
- Das Rathaus zu Osnabrück. Wenner, Osnabrück 1948.
- Goldschmiedearbeiten des 17. und 18. Jahrhunderts in Osnabrücker Kirchen. (= Verein für Geschichte und Landeskunde von Osnabrück [Hrsg.]: Osnabrücker Geschichtsquellen und Forschungen. Band 8) Wenner, Osnabrück 1966.
- Fritz Szalinski. Wenner, Osnabrück 1970. ISBN 978-3-87898-006-3.
- Volkskunst in Westfalen. Aschendorff, Münster 1986. 4. Auflage, ISBN 978-3-402-05551-9.